# 颶風黛比 (2024年)
颶風黛比 （英語：Hurricane Debby）是一個於2024年8月初在美國東南部造成重大損失的颶風。黛比是2024年大西洋颶風季的第4個被命名風暴和第2個颶風，源自於7月下旬的一股熱帶東風波，在掠過大安地列斯群島后，該系統開始在古巴上空發展，8月2日，其被升格為潛在熱帶氣旋。系統在古巴南部海岸重新出海后，於8月3日早上增強成熱帶低氣壓。當日晚上，系統佛羅里達海峽增強成熱帶風暴，並命名為「黛比」。黛比隨後轉向北移動，並達到薩菲爾-辛普森颶風等級下的一級颶風的強度，及後於8月5日早上在佛羅里達州斯坦哈奇附近登陸。黛比在登陸後迅速減弱，移動速度亦逐漸放緩。黛比於8月7日重新出海，及後又於8月8日早上在南卡羅來納州登陸，第2天減弱為後熱帶氣旋。
在風暴來臨前，佛羅里達州、喬治亞州、北卡羅來納州和南卡羅來納州均宣佈進入緊急狀態。由於黛比的移動速度緩慢，引致其雨帶不斷影響佛羅里達州，截至8月7日，佛羅里達州薩拉索塔附近錄得的降雨量接近510毫米。黛比共造成10人死亡，初步損失估計高達20億美元。

## 氣象歷史
國家颶風中心於7月26日下午6時開始監測位於大西洋上空的一股熱帶東風波 。該系統隨後向西移動，掠過維爾京群島、波多黎各和伊斯帕尼奧拉島。8月1日，系統的對流開始變得越來越明確。由於風暴對佛羅里達州產生潛在威脅，國家颶風中心於8月2日下午3時將系統定為潛在熱帶氣旋4。隨着系統逐漸發展，國家颶風中心於8月3日上午3時將其升格為熱帶低氣壓，並於當日晚上增強為熱帶風暴，命名為「黛比」。由於黛比環流較大且組織鬆散，而且受乾空氣阻礙，因此最初未能進一步發展。但隨着其所在的大氣環境逐漸改善，黛比開始快速整合其結構，強度亦穩步上升。8月4日晚上，黛比增強為颶風 。

黛比於8月5日清晨達到頂峰，持續風速為80英里/小時（130公里/小時），最低氣壓為979毫巴（28.9英寸汞柱）。當日早上11時，黛比在佛羅里達州斯坦哈奇附近的大彎地區登陸。受到地形摩擦影響，黛比在登陸後僅僅數小時，便減弱為熱帶風暴，前進速度亦開始減慢 。黛比於8月6日早上以熱帶風暴下限的強度在喬治亞州海岸出海，並稍微增強。8月7日晚上，黛比開始轉向北方移動，並於8月8日清晨5時45分在南卡羅來納州公牛灣附近登陸。當日晚上，黛比減弱為熱帶低氣壓。8月9日早上，黛比減弱為後熱帶氣旋 ，其殘餘部分於8月10日到達加拿大。

## 影響

### 加勒比海
黛比在處於熱帶低氣壓時為伊斯帕尼奧拉島、波多黎各和巴哈馬群島帶來暴雨。國家氣象局為波多黎各33個城市發出洪水警告，其中大部分城市均位於該島的東部。黛比亦為古巴西部帶來暴雨，其中阿特米薩省降雨量最高的鮑塔就曾經錄得265毫米的雨量。

### 美國
受黛比影響，美國國鐵重新調整8月6日至8日銀色列車和帕爾梅托號的時間表，並宣佈停駛8月6日和8月7日的汽車列車。8月8日至9日，皮埃蒙特號列車需要停駛。8月9日，由於大量樹木受風暴影響而倒塌，中大西洋州份和美國東北部的部分火車班次需要延誤。

#### 佛羅理達州
8月3日，黛比的雨帶開始影響佛羅里達州中部和南部，為該區帶來猛烈陣風和強降雨。全州發佈多次龍捲風警告，布勞沃德縣在8月3日晚上10時曾發出龍捲風警告，警告範圍包括羅德岱堡、戴維、科勒爾斯普林斯和龐帕諾比奇。尤寧郡曾發生一場持續時間較短暫的EF1龍捲風。大沼澤地市曾持續錄得接近熱帶風暴強度的風力，但對市面並沒有造成太大破壞。超過 2 英尺（0.6 m）的風暴潮淹沒了邁爾斯堡海灘，那裡的社區仍在從近 2 年前颶風伊恩的創紀錄風暴潮中恢復過來，導致大洪水。海灘侵蝕導致西耶斯塔島的道路需要封閉。薩拉索塔市記錄了超過20英寸（510毫米）。當黛比登陸時，報告了近250,000次停電。

#### 喬治亞州和卡羅來納州
在喬治亞州，約有47,000名客戶斷電 。由於奧吉奇河沿岸的洪水泛濫，埃芬漢縣的官員對沿河的道路進行了強制性疏散。
洪水淹沒了南卡羅來納州北默特爾比奇的美國 17 號州。
南卡羅來納州確認了七場龍捲風;其中 4 個被評為 EF1，而 3 個被評為 EF0。這包括影響埃迪斯托海灘的兩次EF1龍捲風;這些龍捲風破壞了幾所房屋，其中一些房屋嚴重受損，並折斷或連根拔起了數十棵樹。在科爾頓縣，人們對麥克格雷迪大壩可能遭到破壞的恐懼產生了。治安官辦公室宣布強制疏散。強降雨還導致查爾斯頓部分地區和北默特爾比奇部分地區發生洪水。

#### 其他地區
在弗吉尼亞州，風暴導致雪蘭多國家公園關閉。該州發生了三場EF1龍捲風;他們推倒了樹木和電線杆，損壞了包括房屋在內的許多建築物。再往北，華盛頓特區在短短 30 分鐘內記錄了 1.18 英寸（30 毫米）的降雨量，總降雨量為 2.77 英寸（70 毫米）。華盛頓特區的風速達到 40 英里/小時（64 公里/小時）。在特拉華州，8 月 8 日的降雨量達到 6.31 英寸（160 毫米），賓夕法尼亞州西切斯特為 1.5 英寸（38 毫米），費城為 1.1 英寸（28 毫米）。另一場EF1龍捲風發生在特拉華州斯坦頓西北部，一家購物中心的一家商店和一根燈桿遭到破壞，樹木被折斷或連根拔起。在特拉華州，8 月 8 日的降雨量達到 6.31 英寸（160 毫米），賓夕法尼亞州西切斯特為 1.5 英寸（38 毫米），費城為 1.1 英寸（28 毫米）。這是在8月6日至7日該地區下大雨之後。
強降雨導致紐約州斯托本縣和阿勒格尼縣的幾個城鎮發生山洪緊急情況，降雨量超過4英寸（100毫米）;同樣的警報也延伸到賓夕法尼亞州的韋斯特菲爾德。此外，據報導，紐約州賓厄姆頓市多條無法通行的道路 。一場高端的EF1龍捲風襲擊了賓夕法尼亞州哈裡斯堡的東部，嚴重破壞了建築物並摧毀了樹木。另一場EF0龍捲風也連根拔起了紐約新帕爾茨附近的樹木。俄亥俄州東北部也發生了嚴重的洪水，因為與黛比相關的外部雨帶在短短三個小時內傾倒了超過 7 英寸（180 毫米）的雨水。這導致凱霍加河泛濫，並促使巴伯頓附近的I-76因高水位而關閉。

在長島，8月6日，黛比增強的熱帶濕氣導致洪水泛濫，降雨量超過4英寸（100毫米）。三天后，當真正的風暴穿過時，艾斯利普的風速達到 46 英里/小時（74 公里/小時） 。拉瓜迪亞機場在暴風雨期間實施了地面停靠。
8月10日，當黛比的殘餘物穿過美國內陸時，新英格蘭沿海地區的部分地區面臨著危險的激流和海浪，緬因州、馬薩諸塞州、新罕布什爾州和羅德島州的整個海岸線都受到了國家氣象局的撕裂流聲明 。在康涅狄格州的利奇菲爾德縣和哈特福德縣發佈了龍捲風手錶。格林威治的多棵樹被砍倒。該州有超過9,000人停電。在佛蒙特州，每小時60英里（97公里/小時）的風影響了該州。在Alburgh，一棵大樹被撞倒並撞到一所房子里，消防部門需要救出3人。商店的老闆使用沙袋和塑膠來保護他們的生意免受降雨的影響。州長菲爾·斯科特（Phil Scott）在黛比的殘餘部隊到達之前在該州發佈了聯邦緊急狀態聲明。
截至8月10日，俄亥俄州、賓夕法尼亞州、紐約州和佛蒙特州仍有超過170,000人停電。

### 加拿大
黛比的殘餘物在安大略省東部和魁北克省南部留下了2.0至3.9英寸（50至100毫米）或更多的降雨量，從渥太華地區到魁北克市和北部地區，蒙特利爾和拉瓦爾大都市區的最大降雨量為5.1至7.4英寸（130至188毫米）。 Laurentians 的 Mont-Tremblant 獲得 5.3 英寸（134 毫米），Trois-Rivières 獲得 4.5 英寸（114 毫米），Charlevoix 地區獲得 3.4 英寸（87 毫米） 。然而，在Lanoraie記錄的絕對最大值為8.7英寸（221毫米）。 最後，這是魁北克省蒙特利爾有史以來降雨量最大的單日，8 月 9 日市中心的降雨量為 6.1 英寸（154 毫米）。 再往西，渥太華國際機場創下了45.5毫米（1.79英寸）的日降雨量記錄，該市部分地區的降雨量高達83毫米（3.3英寸）。許多地下室和高速公路地下通道被洪水淹沒，超過 480,000 個魁北克家庭斷電，節日被取消。許多較小的道路也被沖毀。由於黛比的強降雨，La Ronde 遊樂園和格蘭比動物園關閉。